# Nikola Szerafimov
Nikola Szerafimov (cirill betűs írással: Никола Серафимов; Szkopje, 1999. augusztus 11. –) macedón válogatott labdarúgó, a Levszki Szofija játékosa.

## Pályafutása

### Klubcsapatokban
Szerafimov a macedón Vardar Szkopje akadémiáján nevelkedett, a felnőtt csapatban 2018-ban mutatkozott be. Előtte 2017 szeptemberében kölcsönbe került fél évre
a Pelister Bitola csapatához. 2018-ban kölcsönbe került a Bregalnica Stip csapatához a másodosztályba.
A 2019–2020-as szezonra visszakerült a Vardarhoz, ahol tizenegy mérkőzés jutott neki, ahol hozzásegítette a csapatot a bajnoki címhez. 2020 februárjában szerződést bontottak vele, majd márciusban a cseh Jihlava B csapata leigazolta. 2020 nyarán visszakerült Észak-Macedóniába Goran Pandev akadémiájára, ahol alapembernek számított. 2021 nyarán a Zalaegerszeg csapatához igazolt, ahol három évre kötelezte el magát.

### A válogatottban
Többszörös macedón utánpótlás-válogatott, az U21-es csapat tagjaként részt vett az U21-es Európa-bajnokság selejtezőin. A felnőtt válogatottban 2022. június 5-én mutatkozott be egy Gibraltár elleni mérkőzésen.

## Statisztika

### A válogatottban
| Észak-Macedónia | Észak-Macedónia | Észak-Macedónia |
| Év              | Mérk.           | Gólok           |
| --------------- | --------------- | --------------- |
| 2022            | 5               | 0               |
| 2023            | 7               | 0               |
| 2024            | 8               | 1               |
| 2025            | 2               | 0               |
| Összesen        | 22              | 1               |

## Sikerei, díjai
Vardar Szkopje
- Macedón bajnokság
  -  Arany: 2019–2020